# Marciano di Eraclea
Marciano di Eraclea (in greco antico: Μαρκιανὸς Ἡρακλεώτης?, Markianòs Hērakleótēs; Eraclea Pontica, ... – ...; fl. IV/V secolo) è stato un geografo greco antico, esponente della geografia post-tolemaica.

## Biografia
Marciano, nativo di Eraclea Pontica, visse tra il IV e il V secolo: infatti un accenno alla divisione del Ponto in due province, attuata da Costantino a Giustiniano, lo colloca tra questi imperatori. A parte questi dati, non è noto altro di lui.

## Opera
L'opera di Marciano si è conservata grazie a un codice del XIII secolo. Si può pensare che egli intendesse creare una vera e propria "biblioteca geografica", visto che il testimone ci propone frammenti delle opere di Menippo di Pergamo (I secolo a.C.), che compendiò in tre libri (dei quali ci resta l'inizio del I) e di Artemidoro di Efeso (II-I secolo a.C. - della cui epitome restano pochi frammenti: Marciano li compendiò e li corresse confrontandoli con antichi peripli.
Dopo i resti di queste epitomi, la sua opera geografica più importante, il Periplo del mare esterno, che è la più vasta opera geografica dell'antichità dopo quella di Claudio Tolomeo. In due libri preceduti da un proemio, l'opera si sofferma a descrivere le coste del Golfo Arabico, del Golfo Persico e del Mare Rosso; nel secondo libro, Marciano si sofferma sulle coste dell'Atlantico e dell'Europa settentrionale fino agli Alani e ai Chuni del Baltico.
Di fatto egli fu il classico rappresentante di quella geografia compilativa che si limitava a raccogliere e compendiare antichi peripli e opere di altri autori, parallelo, in questo, a Diodoro Siculo per la storiografia.